# ویوا (فیلم ۲۰۰۷)
ویوا (انگلیسی: Viva) فیلمی آمریکایی در ژانر کمدی-درام، موزیکال و شهوانی به کارگردانی، نویسندگی، تهیه‌کنندگی و همینطور بازیگری آنا بیلر است که در سال ۲۰۰۷ منتشر شد.